# Malachy Hitchins
Malachy Hitchins (1741-1809) est un astronome et un religieux anglais.

## Biographie
Fils de Thomas Hitchins, il est né à Little Trevince, Gwennap, Cornouailles, et est baptisé le 18 mai 1741. Thomas Martyn, compilateur d'une carte de Cornouailles, est un oncle et Henry Martyn un cousin. Selon son ami Richard Polwhele, Hitchins, lorsqu'il est jeune, travaille comme mineur, puis se rend à Exeter pour aider Benjamin Donn avec sa carte (1765) du Devon ; en 1761, il apporte des réponses mathématiques au Ladies' Diary . En décembre 1762, il vit à Bideford.
Le 10 octobre 1763, Hitchins s'inscrit à l'Exeter College d'Oxford. Polwhele dit que les frais de ses études universitaires sont pris en charge par sa femme. Cependant, Hitchins n'obtient son diplôme de BA que le 27 février 1781 et en 1785, il est incorporé au St John's College de Cambridge, où il obtient son diplôme de maîtrise la même année  .
En 1767, Hitchins obtient une introduction auprès de Nevil Maskelyne et entre à l'Observatoire royal de Greenwich. Pendant un certain temps, il y vit et, au cours de l'année 1769, il observe des étoiles, des planètes et le transit de Vénus. En 1768, Hitchins devient comparateur et, à ce titre, vérifie les calculs de l'Almanach nautique, travail qu'il accomplit pour le reste de sa vie. Alors qu'il est à Greenwich, il entre dans les ordres sacrés, et se déplaçant à Exeter est pendant une courte période vicaire de Hennock. Le 6 novembre 1775, l'évêque Frédéric Keppel le présente au presbytère de St Hilary, Cornouailles, et le 23 mai 1785 à celui de Gwinear.
Hitchins poursuit ses deux carrières jusqu'à sa mort, qui a eu lieu le 28 mars 1809 à St Hilary. Il est inhumé dans l'église paroissiale.
Hitchins aide à Richard Polwhele dans son Histoire de Cornouailles. Il publie des contributions au registre annuel, aux transactions philosophiques et à Archæologia .

## Famille
Hitchins épouse Joanna Hawkins le 10 janvier 1764 à Buckland Brewer, Devon, et ils ont quatre fils. L'aîné, Richard Hawkins Hitchins (1764–1827), est membre de l'Exeter College d'Oxford et recteur de Baverstock dans le Wiltshire. Le plus jeune, Fortescue Hitchins (1784-1814), né à St Hilary le 22 février 1784, devient avocat à St Ives, Cornwall et meurt à Marazion le 1er avril 1814. Il publie  :
- Visions de la mémoire et autres poèmes, Plymouth, 1803.
- The Seashore, with other Poems, Sherborne, 1810.
- Les larmes de Cornubia ; un poème, Sherborne, 1812.

Il compile du matériel pour une histoire de Cornouailles, qui après sa mort est éditée par Samuel Drew et publiée en 1824 .